# Schweiz i olympiska sommarspelen 1980
Schweiz deltog i de olympiska sommarspelen 1980 med en trupp bestående av 73 deltagare, 67 män och sex kvinnor, vilka deltog i 45 tävlingar i tio sporter. Landet deltog inte i den av USA ledda bojkotten mot spelen, men visade sitt stöd genom att tävla under den olympiska flaggan istället för den egna flaggan. Schweiz slutade på nittonde plats i medaljligan, med två guldmedaljer.

## Medaljer

### Guld
- Jürg Röthlisberger - Judo, Mellanvikt
- Robert Dill-Bundi - Cykling, Herrarnas förföljelse

## Bågskytte
Damernas individuella tävling
- Lotti Tschanz — 2346 poäng (→ 8:e plats)
- Erika Ulrich — 2240 poäng (→ 18:e plats)

Herrarnas individuella tävling
- Romeo Frigo — 2364 poäng (→ 18:e plats)
- Patrick Jopp — 2190 poäng (→ 32:e plats)

## Cykling
Herrarnas linjelopp
- Gilbert Glaus
- Richard Trinkler
- Hubert Seiz
- Jürg Luchs

Herrarnas lagtempolopp
- Gilbert Glaus
- Fritz Joost
- Jürg Luchs
- Richard Trinkler

Herrarnas sprint
- Heinz Isler

Herrarnas tempolopp
- Heinz Isler

Herrarnas förföljelse
- Robert Dill-Bundi

Herrarnas lagförföljelse
- Robert Dill-Bundi
- Urs Freuler
- Hans Känel
- Hans Ledermann

## Friidrott
Herrarnas 1 500 meter
- Pierre Délèze
  - Heat — 3:44,8 (→ gick inte vidare)

Herrarnas 5 000 meter
- Markus Ryffel
  - Heat — 13:45,0
  - Semifinal — 13:29,3
  - Final — 13:23,1 (→ 5:e plats)

Herrarnas 10 000 meter
- Markus Ryffel
  - Heat — fullföljde inte (→ gick inte vidare)

Herrarnas maraton
- Josef Peter
  - Final — 2:24:53 (→ 40:e plats)

Herrarnas 4 x 400 meter stafett
- Rolf Strittmatter, Peter Haas, Rolf Gisler och Urs Kamber
  - Heat — 3:07,2 (→ gick inte vidare)

Herrarnas 400 meter häck
- Franz Meier
  - Heat — 50,32
  - Semifinal — 50,12
  - Final — 50,00 (→ 7:e plats)

Herrarnas längdhopp
- Rolf Bernhard
  - Kval — 7,98 m
  - Final — 7,88 m (→ 9:e plats)

Herrarnas höjdhopp
- Roland Dalhäuser
  - Kval — 2,21 m
  - Final — 2,24 m (→ 5:e plats)

Herrarnas stavhopp
- Felix Böhni
  - Kval — 5,15 m (→ gick inte vidare)

Herrarnas kulstötning
- Jean-Pierre Egger
  - Kval — 19,61 m
  - Final — 18,90 m (→ 12:e plats)

Herrarnas tiokamp
- Stephan Niklaus
  - Final — 7762 poäng (→ 12:e plats)

Damernas 100 meter
- Brigitte Senglaub
  - Heat — 11,69
  - Kvartsfinal — 11,56 (→ gick inte vidare)

- Mosi Alli
  - Heat — 12,19 (→ gick inte vidare)

Damernas 1 500 meter
- Cornelia Bürki
  - Heat — 4:05,5 (→ gick inte vidare)

Damernas 100 meter häck
- Yvonne Von Kauffungen
  - Heat — startade inte (→ gick inte vidare)

## Handboll
Herrar
Gruppspel
| Rank | Lag           | Pld | W | D | L | GF  | GA  | Poäng |  | Sovjetunionen | Rumänien | Socialistiska federativa republiken Jugoslavien | Olympic flag for Switzerland | Algeriet | Kuwait |
| ---- | ------------- | --- | - | - | - | --- | --- | ----- |  | ------------- | -------- | ----------------------------------------------- | ---------------------------- | -------- | ------ |
| 1.   | Sovjetunionen | 5   | 4 | 0 | 1 | 134 | 75  | 8     |  | X             | 19:22    | 22:17                                           | 22:15                        | 33:10    | 38:11  |
| 2.   | Rumänien      | 5   | 4 | 0 | 1 | 119 | 88  | 8     |  | 22:19         | X        | 21:23                                           | 18:16                        | 26:18    | 32:12  |
| 3.   | Jugoslavien   | 5   | 4 | 0 | 1 | 132 | 92  | 8     |  | 17:22         | 23:21    | X                                               | 26:21                        | 22:18    | 44:10  |
| 4.   | Schweiz       | 5   | 2 | 0 | 3 | 110 | 98  | 4     |  | 15:22         | 16:18    | 21:26                                           | X                            | 26:18    | 32:14  |
| 5.   | Algeriet      | 5   | 1 | 0 | 4 | 94  | 124 | 2     |  | 10:33         | 18:26    | 18:22                                           | 18:26                        | X        | 30:17  |
| 6.   | Kuwait        | 5   | 0 | 0 | 5 | 64  | 176 | 0     |  | 11:38         | 12:32    | 10:44                                           | 14:32                        | 17:30    | X      |